# Musica reservata

Dans l’histoire de la musique, la  musica reservata (parfois musica secreta) est soit un style, soit une musique vocale (a cappella) de la seconde moitié du XVIe siècle, pratiquée  principalement en Italie et en Allemagne du sud impliquant le raffinement, l'exclusivité et l'expression émotionnelle intense du texte chanté.
La signification exacte de l’expression , qui apparaît dans des sources contemporaines variées, est un sujet de débat parmi les musicologues. Bien que certaines des sources soient contradictoires, quatre aspects semblent récurrents,,,
- la musica reservata  implique  des progressions chromatiques de la voix; une manière de composer devenue à la mode dans les années 1550, avec les madrigaux et les motets;
- elle implique un style utilisant certaines méthodes d’expressivité et parfois ornementé;
- elle utilise le  figuralisme, c’est à-dire  le procédé qui permet d'évoquer musicalement une idée, une action ou un sentiment,
- et enfin cette musique a été conçue pour être interprétée et appréciée par un groupe restreint d’initiés.

Parmi les compositeurs du style de musica reservata,  Nicola Vicentino, qui a écrit à ce sujet dans L'Antica musica ridotta alla moderna prattica (1555); Philippe de Monte, le prolifique compositeur de madrigaux qui travaillait principalement à Vienne; et surtout, Roland de Lassus, le compositeur  qui travaillait à Munich et dont le Prophetiae Sibyllarum, probablement écrit dans les années 1560, peut représenter l'apogée du style.
Le style de la musica reservata, très raffiné et peut-être maniériste dans la composition ainsi que le choix d’un public très restreint, évoquent les ars subtilior du groupe de compositeurs d’Avignon de la fin du XIVe siècle, et peut-être aussi une partie de la musique contemporaine classique d'avant-garde de la fin du XXe siècle. Le style peut également être comparé à celui du compositeur italien de madrigaux et motets chromatiques Carlo Gesualdo quelques décennies plus tard.